# Mickael
Mickael é o álbum de estreia do cantor português Mickael Carreira.
Este álbum foi lançado a 14 de junho de 2006 pela editora Vidisco, tendo sido lançada, já a 19 de janeiro de 2007, uma edição especial com um DVD e com mais dois temas inéditos (“Por Amor, Vou Até ao Fim” e “A Magia do Amor”) e uma remistura.
Contém doze faixas, tendo "Depois dessa Noite" sido o tema de apresentação.
Este trabalho esteve por duas semanas, no verão de 2006, no segundo lugar do Top Oficial da Associação Fonográfica Portuguesa, a tabela semanal dos trinta álbuns mais vendidos em Portugal, tendo ficado nesta listagem um total de 33 semanas. Impedindo o acesso ao primeiro lugar, estava o primeiro álbum da versão portuguesa de Floribella.
Mickael recebeu três discos de platina.

## Faixas

### CD
1. "Depois dessa Noite" ()
2. "Amar" ()
3. "Do You Love Me" ()
4. "Um Anjo como Tu" ()
5. "Dou a Vida por Ti" ()
6. "Baila P'ra Mim)" ()
7. "Sem ti (perdi a razão de viver)" ()
8. "Até que sol nasça de novo" ()
9. "Sinais de ti" ()
10. "Coração fiel" ()
11. "Deixa-me ser feliz)" ()
12. "Será que é amor (que estou sentindo)" ()

#### Edição Especial

##### Temas extra
- 13. "Por Amor Vou Até ao Fim" (Tema Inédito) ()
- 14. "A Magia do Amor" (Tema Inédito) ()
- 15. "Depois dessa Noite" (Club Mix) ()

### DVD
- "Dou a Vida por Ti" (Novo Vídeo)
- "Depois Dessa Noite" (Video)
- "Baila p'ra mim" (Ao Vivo no Pavilhão Atlântico 2006)
- "Making of"+ Fotos